# Nicholas Chelimo
Nicholas Kipkorir  Chelimo (8 januari 1983) is een Keniaanse langeafstandsloper, die gespecialiseerd is in de marathon.

## Loopbaan
Chelimo werd tweede op de marathon van Belgrado in 2007 en de marathon van Seoel in 2008. In dat jaar werd hij vijfde op de marathon van Enschede in 2:12.29
Op 19 oktober 2009 nam Chelimo deel aan de marathon van Amsterdam, waar hij met een tijd van 2:07.46 net als een jaar eerder in Eindhoven als vijfde finishte. Deze wedstrijd werd gewonnen door zijn landgenoot Gilbert Yegon in 2:06.18, die hiermee het parcoursrecord van Haile Gebrselassie met twee seconden verbeterde. Eerder dat jaar verbeterde Chelimo bij de Glasgow Run zijn persoonlijk record op de halve marathon tot 1:02.25.
In 2010 beleefde Nicolas Chelimo een topjaar met het winnen van de marathon van Nagano en de marathon van Honolulu in respectievelijk 2:10.24 en 2:15.18. In datzelfde jaar verbeterde hij op de marathon van Eindhoven zijn persoonlijk record tot 2:07.38. Hij verloor hierbij de eindsprint van Charles Kamathi, die in dezelfde tijd over de finish kwam.

## Persoonlijke records
| Onderdeel      | Prestatie | Datum            | Plaats    |
| -------------- | --------- | ---------------- | --------- |
| halve marathon | 1:02.25   | 6 september 2009 | Glasgow   |
| 25 km          | 1:14.26   | 18 oktober 2009  | Amsterdam |
| 30 km          | 1:29.40   | 18 oktober 2009  | Amsterdam |
| marathon       | 2:07.38   | 10 oktober 2010  | Eindhoven |

## Palmares

### halve marathon
- 2009: 4e Great Scottish Run - 1:02.25
- 2012:  halve marathon van Honolulu - 1:05.05

### marathon
- 2005:  marathon van León - 2:21.28
- 2006: 4e marathon van Edinburgh - 2:17.38
- 2007:  marathon van Belgrado - 2:11.56
- 2007: 5e marathon van Seoel - 2:09.42
- 2008: 5e marathon van Enschede - 2:12.29
- 2008:  marathon van Seoel - 2:08.51
- 2009: 6e marathon van Daegu - 2:10.13
- 2009: 5e marathon van Amsterdam - 2:07.46
- 2009:  marathon van Honolulu - 2:13.10
- 2010:  marathon van Nagano - 2:10.24
- 2010:  marathon van Eindhoven - 2:07.38
- 2010:  marathon van Honolulu - 2:15.18
- 2011: 6e marathon van Wenen - 2:10.48
- 2011:  marathon van Honolulu - 2:14.55
- 2012: 17e marathon van Eindhoven - 2:16.44
- 2012: 7e marathon van Honolulu - 2:19.46
- 2013:  marathon van Santa Monica - 2:10.44
- 2013:  marathon van Keulen - 2:09.45
- 2013:  marathon van Los Angeles - 2:10.43
- 2013:  marathon van Honolulu - 2:19.22
- 2014: 10e marathon van Nagano - 2:18.17
- 2014: 8e marathon van Kosice - 2:16.45
- 2014: 6e marathon van Honolulu - 2:17.59.
- 2015:  marathon van Sydney - 2:13.09